# Kammerchor Ars Antiqua Aschaffenburg
Der Kammerchor Ars Antiqua ist ein gemischter Chor mit derzeit ca. 40 Sängerinnen und Sängern aus Aschaffenburg.
Anders als es der Name vermuten lässt, beschäftigt sich der Chor nicht ausschließlich mit alter Musik. Das Repertoire umfasst alle musikalischen Epochen seit dem Barock bis hin zu zeitgenössischer Chormusik.
Die Ausarbeitung und Aufführung von Konzertprogrammen zu bestimmten musikgeschichtlichen Themen kennzeichnet die Konzerttätigkeit des Chores, der auch ein eingetragener Verein ist.
Durch die Teilnahme an Chorwettbewerben im In- und Ausland hat der Kammerchor Ars Antiqua auch überregional auf sich aufmerksam gemacht.
Der Kammerchor Ars Antiqua ist Träger des Kulturpreises der Stadt Aschaffenburg 2012.

## Geschichte
Der Kammerchor Ars Antiqua wurde im Jahr 1982 als Jugendchor gegründet mit dem Ziel, sich unter professioneller Leitung anspruchsvolle Chorliteratur sämtlicher Epochen zu erarbeiten und aufzuführen.
Seit 1999 steht der Chor unter der musikalischen Leitung von Stefan Claas. Mit regelmäßigen Konzerten und Auftritten ist das heute aus ca. 40 Sängerinnen und Sängern bestehende Ensemble ein fester Bestandteil des kulturellen Lebens am Bayerischen Untermain.
Im Mittelpunkt der Chorarbeit stehen thematisch ausgearbeitete A-cappella-Konzerte. Bereits vier dieser thematisch ausgefeilten Konzertprogramme wurden als CD produziert, eine davon in Zusammenarbeit mit dem Bayerischen Rundfunk. Zum 25-jährigen Jubiläum des Chores entstanden im Jahr 2007 zwei CDs. Der Live-Mitschnitt von Bachs Johannespassion und die CD Favourites – Lieblingslieder des Chores.
Über die eigenen Programme hinaus engagiert sich der Chor bei den großen kommunalen Konzertveranstaltungen.
Zu den Höhepunkten im städtischen Kulturleben zählen die Auftritte des Chores bei den Galakonzerten der Aschaffenburger Kulturtage im Schlosshof des Schlosses Johannisburg. Im Rahmen dieser überregional beachteten Konzerte übernahm Ars Antiqua den Chorpart von Werken wie Carmina burana und Die Schöpfung, bzw. der Opern wie Carmen, Zauberflöte, Zar und Zimmermann etc. Dazu gehört auch der Auftritt beim 81. Bachfest 2006 der Neuen Bachgesellschaft in Aschaffenburg mit den Bach-Motetten.
Die Leistungsfähigkeit des Laienensembles bestätigen hohe nationale und internationale Auszeichnungen. Dazu zählen der Gewinn des Bayerischen Chorwettbewerbes in den Jahren 2005 und 2009; ebenso der zweite Preis sowie der Sonderpreis für Zeitgenössische Chormusik beim Deutschen Chorwettbewerb 2006. Des Weiteren der dritte Preis und der Publikumspreis beim Internationalen Chorwettbewerb in Spittal an der Drau (Österreich) im Jahr 2011. Das Ensemble darf sich heute zu den besten Laienchören Deutschlands zählen.

## Konzerte und Projekte
Schwerpunkt der Konzerttätigkeit des Kammerchors ist die Stadt Aschaffenburg und das Mainviereck-Gebiet. Neben seiner regelmäßigen Konzert-Tätigkeit beteiligt sich Ars Antiqua an größeren Konzertprojekten oder -Produktionen im Raum Aschaffenburg, z. B. die Operngala im Schlosshof (im Rahmen der Aschaffenburger Kulturtage) oder die Aschaffenburger Bach-Tage.
Seit einigen Jahren pflegt Ars Antiqua Kontakte zu anderen Chören in Deutschland (u. a. Via-nova-chor München und Carmina Mundi aus Aachen) und Schottland (Chansons in Perth). Früchte dieser Beziehungen sind gemeinsame Konzerte und Konzertreisen.
Der Schwerpunkt der Chorarbeit liegt auf der Erarbeitung von anspruchsvollen a-cappella-Programmen mit jeweils einem thematischen Konzept, dem sich die Stückauswahl unterordnet.
Dabei wurden beispielsweise beim Programm Faszination Psalmen (2003) Psalmvertonungen von verschiedensten Komponisten von Renaissance bis zum 20. Jahrhundert ausgewählt.
Im Konzert Tu Deinen Mund auf! (2005) wurde das Ende des Zweiten Weltkriegs vor 60 Jahren mit Stücken gedacht, die Gewalt, Wut, Trauer und Versöhnung zum Inhalt hatten.
Der Chor widmet sich aber auch zusammen mit Orchestern großen Werken der Musikgeschichte.
Den Anfang bildeten hier in den Jahren 2001 bis 2005 konzertante Opernaufführungen (Carmen, Die Zauberflöte, Orpheus und Eurydike u. a.) im Rahmen der Operngalas im Aschaffenburger Schlosshof.
Der historischen Aufführungspraxis verpflichtet engagierte der Chor für eine Aufführung der Johannespassion 2007 das Main-Barockorchester Frankfurt und Solisten.
Jüngste Zusammenarbeit mit dem via-nova-chor München ermöglichte es, die selten gehörte Messe in e-Moll von Bruckner in zwei Konzerten in Aschaffenburg und München auf die Bühne zu bringen.
Mit der Covergruppe MerQury wurde in den Jahren 2010 und 2011 jeweils eine Queen Classical Aufführung gestaltet.

## Kooperationen
- Messe in e-Moll von Bruckner mit dem Via-nova-chor München 2011.
- Gemeinsames Konzert in Aachen und Aschaffenburg mit Carmina Mundi 2008.
- Konzertreisen in die Aschaffenburger Partnerstadt Perth (Schottland) 2007, 2010 und 2016.
- Weihnachtskonzerte mit dem Lionsclub Aschaffenburg Pompejanum 2004 bis 2016.
- Konzertante Opernaufführungen im Rahmen der Schlossgala.

## Kinderchor Ars Antiqua
Seit 2008 gibt es mit der Grünewaldschule Aschaffenburg und der Musikschule in Großostheim eine Zusammenarbeit im Zuge der Singklassen.
Dort werden die Grundschüler mit Gesangsunterricht und Chorsingen musikalisch gefördert.
Bei Interesse und Eignung werden die Kinder auch nach der Grundschulzeit in den Kinderchor Ars Antiqua übernommen. Mittlerweile gibt es auch einen Jugendchor. Insgesamt sind es (im Vergleich zum Gründungsjahr, wo es ca. 15 Kinder waren) nunmehr als 60 Kinder, von denen später einige in den Kammerchor gehen können. Damit wäre das System der Aschaffenburger Singakademie zur Nachwuchsförderung komplettiert.

## CD-Produktionen
Ars Antiqua kann auf eine mittlerweile beachtliche Sammlung von Aufnahmen blicken, die teilweise mit dem Bayerischen Rundfunk entstanden sind.
Love’s Tempest 2001
Enthält ein zweiteiliges Programm aus weltlicher klassischer Chormusik der Romantik und nordamerikanischen Gospels/Spirituals. Im ersten Teil stehen Werke von Brahms, Elgar und Cornelius, während im zweiten Teil Arrangements und Kompositionen von Polay, Barnby, Shaw und anderen erklingen.
Faszination Psalmen 2003
Psalmvertonungen von verschiedensten Komponisten. Hervorzuheben ist hierbei besonders die Welturaufführung und -einspielung eines Werks der brasilianischen Komponistin Garcia.
Favourites 2007
Anlässlich des 25-jährigen Bestehens des Chores wurde ein Konzertprogramm von den Chorsängern gemeinschaftlich ausgesucht. Diese Sammlung von Musik aus allen Epochen und Stilen wurde neben Aufführungen in Konzerten auch auf CD eingespielt.
Johannespassion (Bach) 2007
Im Gegensatz zur sonstigen a-cappella-Arbeit des Chores wurde zum 25-jährigen Bestehen ein Orchesterwerk erarbeitet. Johann Sebastian Bachs Johannespassion wurde mit dem Main-Barockorchester und Solisten aufgeführt und mitgeschnitten.
Da haben die Dornen Rosen getragen 2011
Traditionelle und moderne Chormusik zu Advent und Weihnachten, teilweise zusammen mit dem Kinderchor Ars Antiqua
Auf einem Baum ein Kuckuck ... 2014
Volkslieder in klassischem und modernen Stil, teilweise zusammen mit dem Kinderchor Ars Antiqua; produziert vom Bayerischen Rundfunk

## Erfolge
- 2005: Erster Preis Bayerischer Chorwettbewerb
- 2006: Zweiter Preis Deutscher Chorwettbewerb und Sonderpreis Zeitgenössische Musik[4]
- 2009: Erster Preis Bayerischer Chorwettbewerb[5]
- 2011: Dritter Platz in der Kategorie Kunstlied und Publikumspreis beim Internationalen Chorwettbewerb in Spittal an der Drau[6]
- 2012: Verleihung des Kulturpreises der Stadt Aschaffenburg für das Bereichern des Aschaffenburger Kulturlebens mit hochwertiger Chormusik und für die Nachwuchsförderung[7]